# Pleuromamma borealis
Pleuromamma borealis är en kräftdjursart som först beskrevs av F. Dahl 1893.  Pleuromamma borealis ingår i släktet Pleuromamma och familjen Metridinidae. Inga underarter finns listade i Catalogue of Life.